# Megan Kleine
Megan Adelle Kleine, nach Heirat Megan Adelle Morris, (* 22. Dezember 1974 in Dallas, Texas) ist eine ehemalige Schwimmerin aus den Vereinigten Staaten. Sie gewann bei Olympischen Spielen eine Goldmedaille.

## Karriere
Megan Kleine begann auf der Henry Clay High School in Lexington, Kentucky mit dem Schwimmsport und schwamm später an der University of Texas.
Bei den Olympischen Spielen 1992 in Barcelona wurde zunächst der Wettbewerb im 100-Meter-Brustschwimmen ausgetragen. Megan Kleine erreichte das B-Finale und belegte in der Gesamtwertung den 12. Platz. Die 4-mal-100-Meter-Lagenstaffel aus den Vereinigten Staaten qualifizierte sich in der Besetzung Janie Wagstaff, Megan Kleine, Summer Sanders und Nicole Haislett für das Finale und schwamm dabei die drittschnellste Zeit der Vorläufe. Im Finale traten Lea Loveless, Anita Nall, Crissy Ahmann-Leighton und Jenny Thompson für die Vereinigten Staaten an und siegten in der Weltrekordzeit von 4:02,54 Minuten mit zweieinhalb Sekunden Vorsprung auf die deutsche Staffel. Auch die im Vorlauf eingesetzten Schwimmerinnen erhielten eine Goldmedaille.
1993 trat Kleine bei den Pan Pacific Swimming Championships in Kōbe an und belegte den sechsten Platz über 100 Meter Brust.